# Malanje (provins)

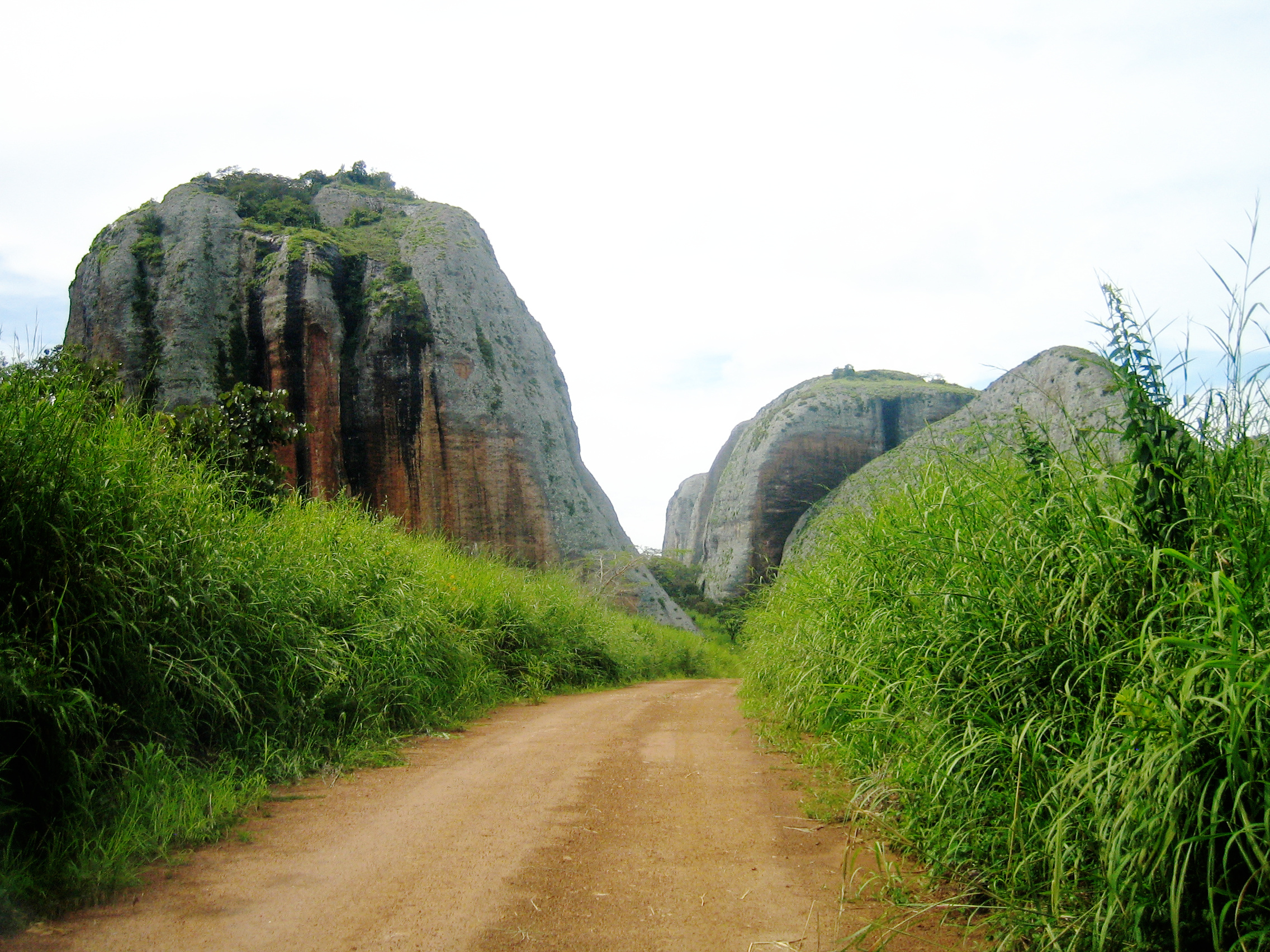
Pungo Andongo, Malange, Angola

Malanje är en provins i norra Angola med en yta på 97 602 km². 
Den beräknades 2020 att ha cirka 1 175 000 invånare. Provinsens huvudort är Malanje.